# 貝那利珠單抗
貝那利珠單抗（INN：Benralizumab）用于治疗嗜酸性哮喘。針對那些對吸入型皮質類固醇和長效型乙型交感神經致效劑療效不佳的患者。透过皮下注射给药。
常见的副作用包括头痛和咽喉痛。其他副作用包括可能过敏反应或荨麻疹。孕期使用的安全性仍不清楚。它是一种单克隆抗体，可与嗜酸性粒細胞上的白血球介素-5受體（CD125）结合，使嗜酸性粒细胞死亡。
貝那利珠單抗于2017年及2018年在美国及欧洲取得医疗使用許可 。